# Целине (Кршко)
Целине (словен. Celine) — поселення в общині Кршко, Споднєпосавський регіон, Словенія. Висота над рівнем моря: 314,3 м.